# Église Saint-Lambert de Varennes-sur-Seine
L’église Saint-Lambert est un édifice religieux catholique situé à Varennes-sur-Seine, en France. Il est inscrit aux monuments historiques depuis 1946.

## Situation et accès
L’édifice est situé entre la place de l’Église et la rue Pierre-Semard, au centre de Varennes-sur-Seine. Plus largement, il se trouve dans le département de Seine-et-Marne, en région Île-de-France.

## Statut patrimonial et juridique
L’église fait l’objet d’une inscription au titre des monuments historiques par arrêté du 3 octobre 1946, en tant que propriété de la commune.